# Conditions
Conditions: a feminist magazine of writing by women with a particular emphasis on writing by lesbians (en español: Condiciones: una revista literaria feminista de autoras con especial énfasis en la autoras lesbianas) fue una revista literaria feminista lesbiana estadounidense.

## Historia
Fue fundada en Brooklyn, Nueva York, por Elly Bulkin, Jan Clausen, Irena Klepfisz y Rima Shore. Se publicó semestralmente de 1976 a 1980 y anualmente de 1980 a 1990, e incluía poesía, prosa, ensayos, reseñas de libros y entrevistas.
Conditions era una revista que enfatizaba las vidas y los escritos de las lesbianas y, a lo largo de su historia, mantuvo un colectivo exclusivamente lésbico. Este colectivo expresó un "compromiso de larga duración con la diversidad; de estilo y contenido de escritura y de antecedentes de los contribuyentes", dentro de las comunidades de lesbianas y feministas.
Conditions se dedicó especialmente a publicar el trabajo de lesbianas, en particular de lesbianas de clase trabajadora y lesbianas negras. Si bien las fundadoras eran todas blancas, Conditions se comprometió a promover voces multirraciales, multiculturales y multiétnicas desde sus inicios. A principios de la década de 1980, la revista contaba con un grupo diverso de editoras, especialmente bajo el liderazgo de Cheryl L. Clarke, entre las que se encontraban Barbara Smith, Lorraine Bethel, Dorothy Allison, Jewelle Gomez, Nancy Clarke Otter, Debbi Schaubman, Elly Bulkin, Jan Clausen, Irena Klepfisz, Rima Shore, Melinda Goodman, Paula Martinac, N. Mirtha Quintanales y Randye Lordon.
Entre las escritoras que fueron incluidas en algunos de los números de la revista se encontraban: Wilmette Brown, Joy Harjo, Cherríe Moraga, Joan Nestle, Amber Hollibaugh, Donna Allegra, Becky Birtha, Audre Lorde, Ann Allen Shockley, Beverly Smith, Gloria Anzaldúa, Joan Larkin, Paula Gunn Allen, Jacqueline Lapidus, Adrienne Rich, Michelle Cliff, Hattie Gossett, Chrystos, Marilyn Hacker, Mitsuye Yamada, Jo Carillo, Toi Derricotte, Minnie Bruce Pratt, Bonnie Zimmerman, Elly Bulkin, Cheryl Clarke, Dorothy Allison, Irena Klepfisz, Jewelle Gomez, Honor Moore, Luzma Umpierre, Linda Smukler, Ramina Mays, Barbara Banks, Mab Segrest y Sapphire.
Conditions dejó de publicarse en 1990. Terminó porque las miembros del colectivo existente se estaban centrando en otros proyectos y no pudieron encontrar relevo.

### The Black Women's Issue
El quinto número de la revista, publicado en noviembre de 1979, fue editado por Barbara Smith y Lorraine Bethel. Conditions 5 fue "la primera colección ampliamente distribuida de escritos feministas negros en los EE. UU.", y más tarde sería la base de la antología Home Girls: A Black Feminist Anthology (1983), uno de los primeros libros publicados por Kitchen Table: Women of Color Press. Condicitions 5: The Black Women's Issue fue enormemente popular y estableció un récord en publicaciones feministas al vender 3.000 copias en las primeras tres semanas que estuvo disponible.